# Paeonia cambessedesii
Paeonia cambessedesii es una especie de planta perenne de la familia Paeoniaceae endémica de la isla española de Mallorca, en el Mediterráneo occidental. Crece unos 45 cm de alto, llegando a alcanzar 60 cm, y posee vistosas flores rosas. Los tallos, las nervaduras principales y el envés son de color rojo púrpúreo, mientras que el haz adquiere tonalidades verdes azuladas una vez desarrolladas. Las hojas inferiores, biternadas, no presentan más de nueve segmentos. Recibe su nombre en honor al botánico francés Jacques Cambessèdes.

## Descripción
Paeonia cambessedesii es una especie de peonía, herbácea, perenne, vivaz y rizomatosa, con yemas a ras de suelo (hemicriptófita), que desarrolla nuevas hojas durante el invierno que se agostan en verano. Alcanza una altura de hasta 60 cm. Los tallos purpúreos portan hojas alternas uniternadas o biternadas. Las hojas inferiores son biternadas, normalmente con nueve segmentos glabros entre ovados y lanceolados. El envés de las hojas, como los tallos y los nervios principales, es de color vino, mientras que el haz es verde azulado con brillos metálicos. Cada tallo termina en una flor rosa de 6 a 12 cm de diámetro con abundantes estambres de filamentos púrpuras y extremo amarillo. El centro de la flor consta de tres a nueve carpelos, normalmente entre cinco y ocho, inicialmente violetas, cada uno de los cuales está conectado mediante un grueso estilo con un estigma rojizo al final. Los estigmas maduran antes que los estambres, lo que se conoce como protoginia. Los carpelos se convierten en folículos de unos 6 cm de longitud que se abren por su borde largo y contienen semillas rojizas que se vuelven negro brillante una vez maduras.